# Snob
 Der er for få eller ingen kildehenvisninger i marts 2023, hvilket er et problem. Du kan hjælpe ved at angive troværdige kilder til de påstande, som fremføres.

En snob sætter lighedstegn mellem social rang og menneskeværd. Snobben bekender sig til et system for at afgøre, hvem eller hvad han skal have respekt for.

## Etymologi
Ordet blev for første gang benyttet i England i 1820'erne. Det menes at være opstået, fordi mange afdelinger ved universiteterne i Oxford og Cambridge anførte det latinske sine nobilitare (= uden adelskab), forkortet s.nob, ud for almindelige studenters navne, for at skille dem fra deres aristokratiske medstudenter. Det angav altså lav status, men ordet fik hurtigt den moderne, nærmest modsatte betydning: En, der tager anstød af andres manglende status. I Bogen om snobberne fra 1848, hævdede William Thackeray, at snobberne i de sidste 25 år havde "spredt sig over England ligesom jernbanerne". Det nye var naturligvis ikke snobberiet, men en egalitær ånd, der fik den type diskriminerende opførsel til at fortone sig helt uacceptabel, i hvert fald for Thackeray. 

## Snobbet adfærd
"En mand kan være foragtet," sagde Balzac. "Men ikke hans penge." 
Normalt er det mennesker i en lavere rangklasse, der har en hang til at opføre sig, som om de er bedre vant, fx ved at opbygge en facade, som synes rig – mens økonomien halter.
En snob kan også kendes på at imitere kendte personers livsstil, tøjstil, måde at tale på osv. Et eksempel fra tv-seriens verden er den engelske: Fint skal det være. Her udtaler fruen i huset sit efternavn, Bucket, på fransk (Bouquet, dvs. "buket") og ikke bucket (dvs "spand").
Andre navne for en snob er "nyrig" (nouveau riche).
Man kan også "snobbe nedad" ved som rig skibsreder at køre på cykel i stedet for at benytte limousinen, eller holde op med at bruge mobiltelefon, fordi den er hvermandseje.